# Elbridge (Nowy Jork)
Elbridge – wieś w Stanach Zjednoczonych, w stanie Nowy Jork, w hrabstwie Onondaga.